# ثنائي البويغ الملتحم
ثنائي البويغ الملتحم (الاسم العلمي: Bisporella confluens) هو نوع من الفطريات يتبع جنس الثنائي البويغ من الفصيلة المسمارية.